# بايرون أنتوني
بايرون أنتوني (بالإنجليزية: Byron Anthony)‏ (20 سبتمبر 1984 بنيوبورت في المملكة المتحدة - ) هو لاعب كرة قدم بريطاني في مركز الدفاع. شارك مع منتخب ويلز تحت 21 سنة لكرة القدم. أما مع النوادي، فقد لعب مع فوريست غرين وكارديف سيتي ونادي بريستول روفيرز ونادي هيرفورد ونيوبورت كونتي.

## وصلات خارجية
- بايرون أنتوني على موقع قاعدة بيانات كرة القدم.إي يو (الإنجليزية)
- بايرون أنتوني على موقع Soccerbase.com (لاعب) (الإنجليزية)